# Catatemnus kittenbergeri
Catatemnus kittenbergeri är en spindeldjursart som beskrevs av Lodovico di Caporiacco 1947. Catatemnus kittenbergeri ingår i släktet Catatemnus och familjen Atemnidae. Inga underarter finns listade i Catalogue of Life.